# ステイシー・リール
ステイシー・ルイス・リール（英語: Stacey Louise Reile、1973年11月30日 - ）は、アメリカ合衆国の女子プロボクサーである。ニューヨーク州ユーティカ出身。後にフロリダ州に移住し、現在はマイアミビーチ在住。
初代IBF女子世界フェザー級王者。

## 来歴
南フロリダのミスフィットネス大会で1999年準優勝。並行してボクシングも始め、2000年のフロリダ州ゴールデングローブで勝利した後、プロ転向。
2004年、総合格闘技のアメリカン・トップチームに出向いてシェルビー・ウォーカーとスパーリングをした後、7月24日、Myriam Bazile戦でプロデビューし、2回TKO勝利。
2005年に初来日し、3月13日に東京・ヴェルファーレで東郷理代と対戦して判定勝利。
10月1日に同所でプロレスラー・亜利弥'と対戦して判定勝利。
デビュー8連勝後、ドイツに乗り込み、イナ・メンツァーが持つWBC女子・WIBF世界フェザー級二冠王座に挑戦。しかし、4回TKOを喫しプロ初の敗戦。
2009年3月26日、再起戦としてヒューストンでクリスタル・デルガドと対戦。6回TKO勝利で再起に成功。
2010年2月27日、アダ・ベレスに判定負け。
2010年10月9日、ドイツでエリナ・ティッセンと空位のGBU女子世界同級王座を争うが、0-3判定負け。
2011年3月31日、コスタリカに乗り込み、ダイアナ・サンタナと初代IBF女子世界同級王座を争い、2-1判定で辛くも勝利。プロ初タイトル獲得となった。
2011年11月20日、初防衛戦としてラスベガスでサンタナとのダイレクトリマッチが組まれるが、3-0大差判定で王座陥落。
2009年には「Nine5Four Magazine」のモデルも務めた。

## 戦績
- 14戦 10勝 4KO 4敗

## 獲得タイトル
- 初代IBF女子世界フェザー級王座